# 童玉民
童玉民（1897年3月14日—2006年1月21日），前上海市最长寿男子，享年110岁。学者、农学家、教育家，上海市文史馆馆员。原名秉常，学名王常，生于浙江省余姚县浒山镇（今慈溪市境内）。精通日语、英语、法语。是中国农业经济学早期人物。

## 生平
大清光绪二十三年丁酉二月十二日（1897年3月14日），童玉民生于浙江省余姚县浒山镇孙塘东村（今慈溪市浒山街道光辉村）。1911年，入读锦堂农业中学堂，该中学由爱国实业家吴锦堂创办。1912年，年仅15岁，由吴锦堂资助，与18岁的同学包容同赴日本留学，学习现代农业。先入岡山縣立農業學校，今属岡山大學，1919年，在日本鹿儿岛高等农林学校（今属鹿兒島大學）获得农学学位。
1919年秋，回国。回国后，在浙江、江西学校任教。曾任江西公立农业专门学校教授。1922年，担任浙江省立农业学校（今浙江大学农学院）教授。1926年，年仅30岁，成为国立浙江大学农学院教授。
1926年，经浙江省教育厅官费资助，赴美国留学。先乘美国总统号经1个月海上颠簸，抵达美西西雅图；又乘太平洋铁路横穿北美大陆抵达美东康奈尔大学，入读康奈尔大学研究生院。1918年，获得康奈尔大学农业科学硕士学位。
1928年，由美国回国，复任国立浙江大学农学院教授。1929年，在江苏省农矿厅、实业厅任职，曾發起组織江蘇省合作學會。1939年，赴上海出任上海圣约翰大学农业经济学教授。1941年，出任国立中央大学农学院农业经济系主任。 1947年，任南昌中正大學農學院教授。1918年，任江西信江農業專門學校教授兼教務主任。 
1949年后，历任浙江省土產公司計劃科主任、浙江省商業廳調研股股長、安徽省科學研究所農業生物室研究員等职。1961年，任上海市文史馆馆员。1964年，任上海科技大学日语、法语教师。
2006年1月21日，在上海逝世，享年110岁。曾希望自己活到116岁。

## 著作
代表著作有：
- 《花卉园艺》
- 《造庭园艺》
- 《农学概论》，新学会社，1931年首版
- 《合作概论》，中华书局，1938年首版
- 丛书：《合作小叢書》，包含《信用合作提要》、《購買合作提要》、《合作運動綱要》三部分
- 《农业劳动问题与世界之潮流》，湖北省农会农报，1923年年第6、7期